# Accelerated Evolution
Accelerated Evolution è il primo album in studio del gruppo musicale canadese The Devin Townsend Band, pubblicato il 31 marzo 2003 dalla HevyDevy Records.

## Descrizione
Scritto interamente da Devin Townsend, l'album è un mix di progressive metal con influenze tendenti al rock alternativo. Fu scritto parallelamente alla sua carriera, all'epoca ancora attiva, con gli Strapping Young Lad, periodo durante il quale formò il proprio gruppo solista con cui poter suonare altra musica: Brian Waddell alle chitarre, i fratelli Dave e Mike Young, il primo alle tastiere e il secondo al basso e Ryan Van Poederooyen alla batteria.
Musicalmente l'album risulta abbastanza diverso rispetto alle pubblicazioni di Townsend con gli Strapping Young Lad. L'intenzione del musicista infatti era che il disco fosse più accessibile rispetto ai suoi precedenti lavori, senza però che scadesse nel banale. Nel disco infatti viene dato maggiore spazio al cantato pulito, senza tralasciare il "muro di suoni" tipico di Townsend caratterizzato da molteplici sovraincisioni di chitarre e tastiere.
Inizialmente l'album sarebbe dovuto chiamarsi Relationships, ma è stato poi cambiato in Accelerated Evolution, che sta a simboleggiare come Townsend, nell'arco di un solo anno sia passato da suonare solo con gli Strapping Young Lad a formare un nuovo gruppo con cui suonare. La copertina è stata realizzata da Travis Smith, con il quale il musicista aveva collaborato in passato per quelle di Terria e gli album degli Strapping Young Lad.

## Pubblicazione
L'album è stato pubblicato il 31 marzo 2003 in Canada tramite l'etichetta indipendente di Devin, la HevyDevy Records, in Giappone tramite la Sony e in Europa e in Nord America tramite la Inside Out Music.
Successivamente, la Inside Out ha distribuito un'edizione speciale contenente un CD aggiuntivo intitolato Project EKO, contenente tre brani di musica elettronica composti nel 2002.

## Tracce
Testi e musiche di Devin Townsend.
1. Depth Charge – 6:04
2. Storm – 4:39
3. Random Analysis – 5:59
4. Deadhead – 8:05
5. Suicide – 6:45
6. Traveller – 4:13
7. Away – 7:49
8. Sunday Afternoon – 6:20
9. Slow Me Down – 4:36

Project EKO – CD bonus nell'edizione speciale
1. Locate – 6:58
2. Echo – 5:28
3. Assignable – 5:22

## Formazione
Gruppo
- Devin Townsend – chitarra, voce, effetti sonori, cori
- Brian Waddell – chitarra, arrangiamento aggiuntivo
- Mike Young – basso, arrangiamento aggiuntivo
- Dave Young – tastiera, arrangiamento aggiuntivo
- Ryan Vanpoederooyen – batteria, arrangiamento aggiuntivo

Altri musicisti
- Chris "The Heathen" Valagao – cori
- Carla Levis – cori

Produzione
- Devin Townsend – produzione, ingegneria del suono, missaggio
- Shaun Thingvold – ingegneria del suono, missaggio
- Misha Rajaratnam – assistenza tecnica
- Dan Kearley – assistenza tecnica
- Carla Levis – assistenza tecnica
- Scott Cooke – assistenza tecnica
- Jay Vanpoederooyen – assistenza tecnica
- Lori Bridger – assistenza tecnica
- Chris Guy – assistenza tecnica
- Goran Finnberg – mastering
- Omer Shaked – fotografia
- Travis Smith – grafica, layout

## Classifiche
| Classifica (2003) | Posizione massima |
| ----------------- | ----------------- |
| Francia           | 135               |